# Ignaz Bottengruber
Ignaz A. Bottengruber († um 1745 in Breslau) war ein deutscher Porzellanmaler des 18. Jahrhunderts.

## Biographie
Über das Leben Bottengrubers ist nicht viel bekannt. Ignaz A. Bottengruber war ein Sohn von Andreas Bottengruber, der als Bader in Freistadt (Niederschlesien) arbeitete. 1720 heiratete er die Schneidertochter Maria Eleonora Preiß aus Breslau. Von 1720 bis 1729 war Bottengruber in Breslau tätig. Dort arbeitete er als Hausmaler in einer eigenen Werkstatt und erhielt Aufträge von Adelsfamilien, dem Bischof und dem Augustinerkloster. Vermutlich ging Bottengruber aufgrund eines 1729 erlassenen Verkaufsverbots von unbemaltem Porzellan vorübergehend nach Wien, wo er unter anderem Arbeiten für Kaiser Karl VI. fertigte. Ab 1736 hielt er sich wieder in Breslau auf, wo er um 1745 starb.
Ignaz A. Bottengruber verzierte neben Wiener Porzellan auch Meissener Porzellan sowie Chinaporzellan. Sein Dekor wich von dem der Manufakturmalerei ab und wurde von dieser auch nicht übernommen, aber er beeinflusste andere Hausmaler wie den Breslauer Ratsherren Carl Ferdinand von Wolfsburg, dessen Lehrer er von 1729 bis 1731 war, Hans Gottlieb von Bressler und Jakob Helchis.

## Werke
Bottengruber dekorierte Geschirre verschiedenster Art. Seine figürlichen Darstellungen zeigen meist mythologische Szenen und enthalten Rokokoornamentik. Als Motive wählte er unter anderem auch Bacchanalien, Jagd- und Kriegsdarstellungen, musizierende Putten, Tiergestalten, Allegorien, Genremotive und Alltagsgegenstände. Charakteristisch für seine Arbeiten ist das Einrahmen der Szenen mit verschlungenem Laub- und Bandwerk. Häufig sind Bottengrubers Kompositionen asymmetrisch. Als Glasurfarben setzte er bevorzugt Eisenrot, Violett und matte Grüntöne mit Vergoldung ein, wobei er zwischen farbigen und en camaïeu-Darstellungen wechselte. Bottengruber signierte meist mit vollem Namen oder den Initialen „I.A.B.“

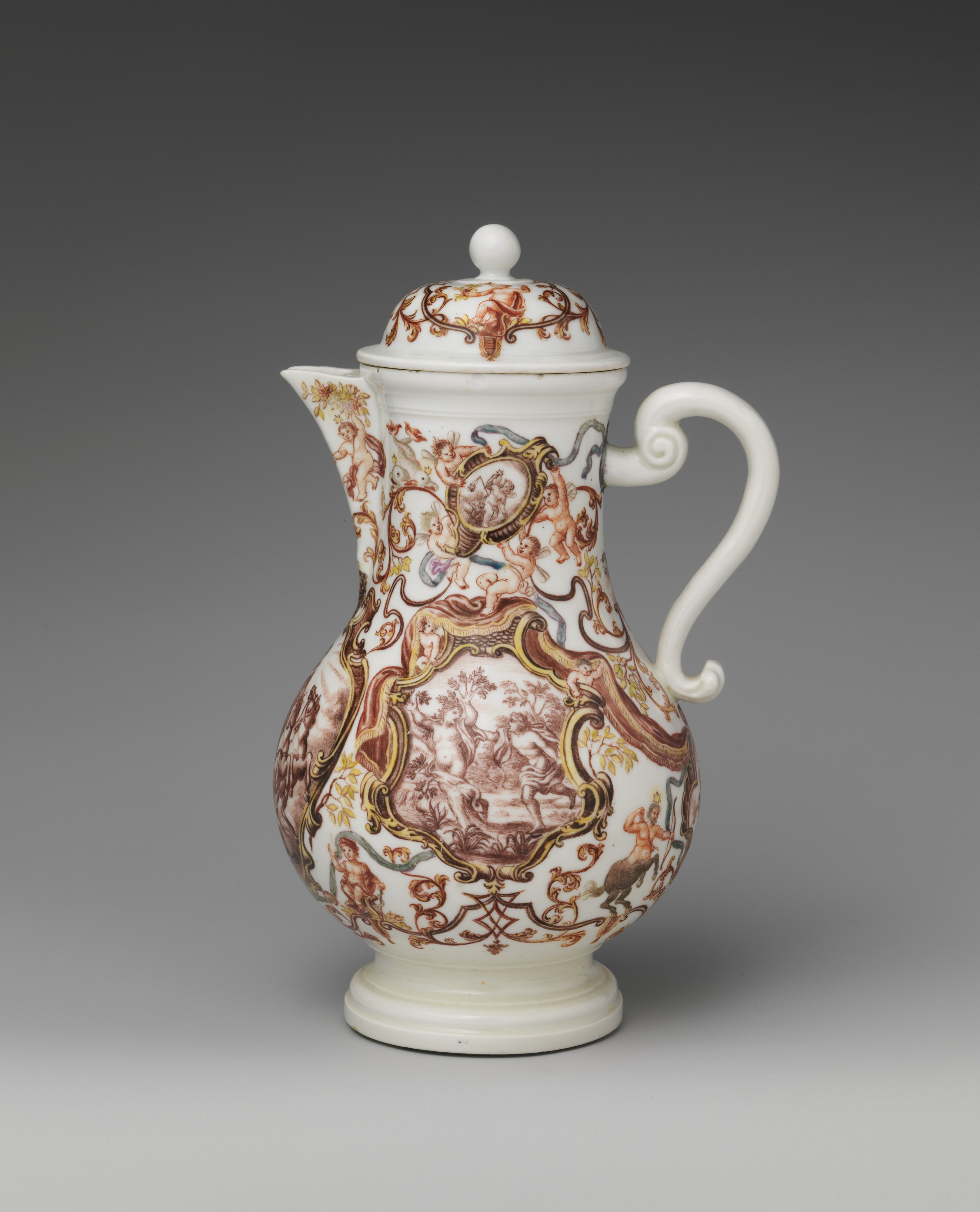
Kaffeekanne mit Darstellung von Apollo und Daphne
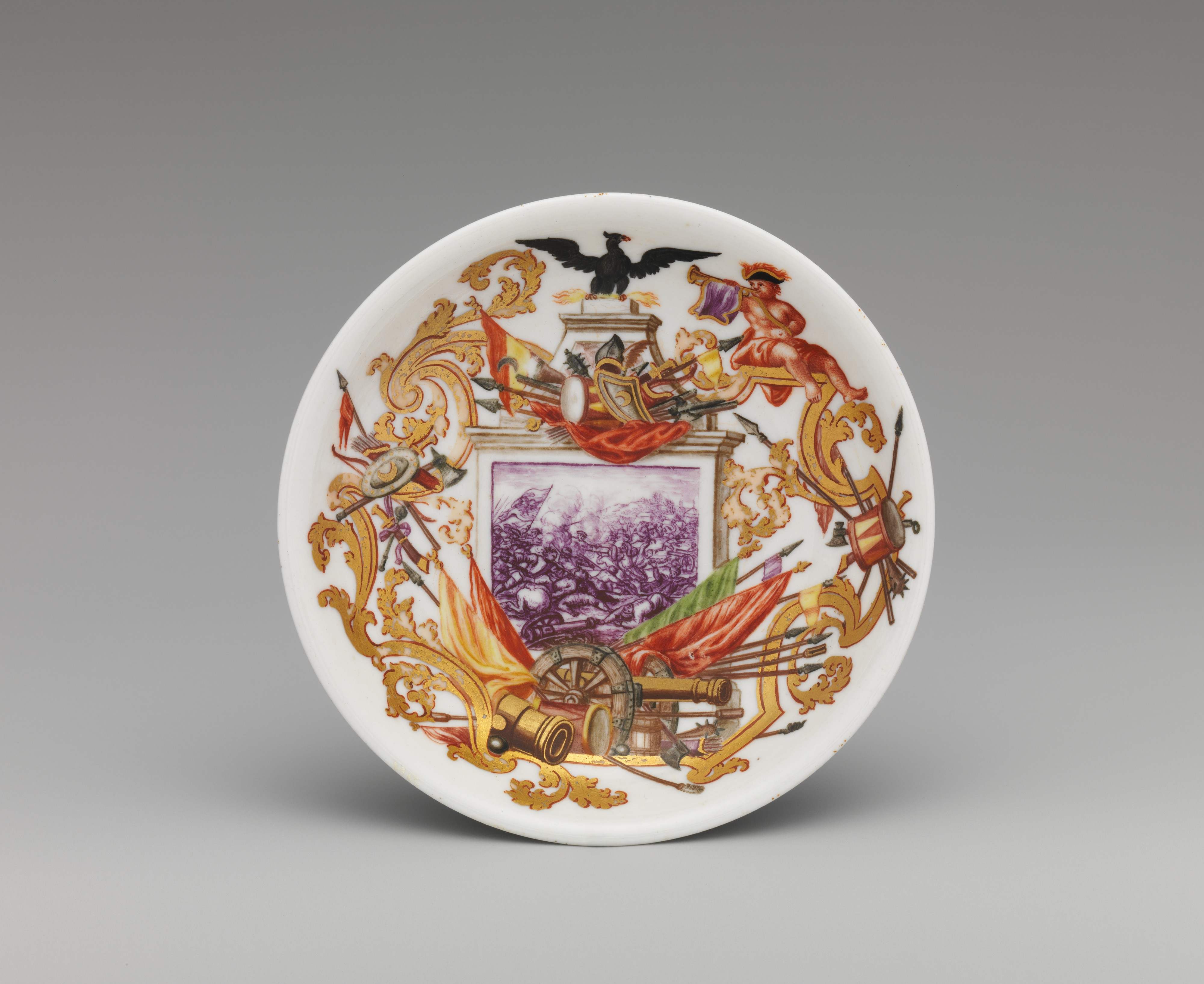
Untertasse
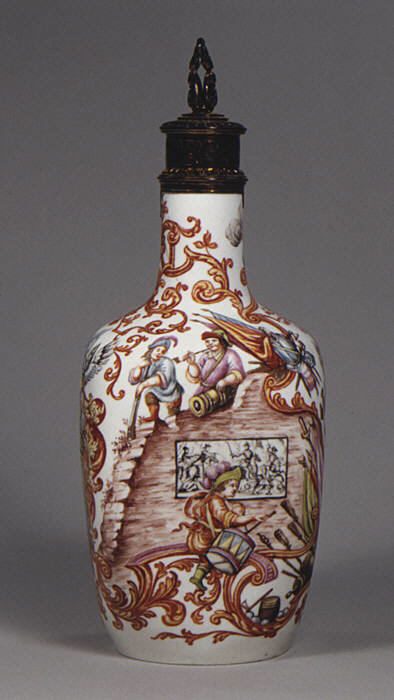
Flasche

Einige seiner Werke sind im Metropolitan Museum of Art in New York City ausgestellt.